# Теодор, Джордан
Джордан Теодор (англ. Jordan Theodore; род. 11 декабря 1989, Энглвуд, штат Нью-Джерси, США) — американский и северомакедонский профессиональный баскетболист, играющий на позиции разыгрывающего защитника.

## Карьера
На студенческом уровне Теодор выступал за команду университета Сетон-Холл. В выпускном сезоне в составе «Сетон-Холл Пайретс» Джордан набирал 16,1 очка и 6,6 передачи в среднем за игру.
В сезоне 2016/2017 Теодор выступал за «Банвит». В составе команды Джордан стал победителем Кубка Турции и был признан «Самым ценным игроком» финала. В победном матче против «Анадолу Эфес» (75:66) Теодор набрал 19 очков, 9 подборов и 4 передачи.
В Лиге чемпионов ФИБА Теодор стал серебряным призёром, получил награду «Самого ценного игрока» турнира и 1/4 финала, а также был включён в символическую пятёрку.
В июле 2017 года Теодор перешёл в «Олимпию Милан». В составе команды Джордан стал победителем Суперкубка Италии и был признан «Самым ценным игроком». В решающем матче Теодор набрал 29 очков, 7 подборов и 5 передач.
В январе 2019 года Теодор подписал контракт с АЕКом до конца сезона 2018/2019. В составе греческого клуба Джордан стал победителем Межконтинентального кубка ФИБА и был признан «Самым ценным игроком». В финальном матче против «Фламенго» (86:70) Теодор набрал 22 очка, 5 передач и 3 перехвата, а в среднем на турнире его статистика составила 17,0 очков и 3,0 передачи.
В Лиге чемпионов ФИБА Теодор отметился статистикой в 9,4 очка и 4,5 передачи. В чемпионате Греции Джордан набирал в среднем 8,6 очка и 3,8 передачи.
Сезон 2019/2020 Теодор начинал в «Бешикташе». В 12 матчах чемпионата Турции Джордан набирал 13,8 очков, 6,8 передачи и 2,8 подборов. В Лиге чемпионов ФИБА Джордан провёл 9 игр и отметился статистикой в 11,8 очков, 5,6 передач и 2,8 подборов.
В декабре 2019 года Теодор перешёл в УНИКС. В 6 матчах Единой лиги ВТБ Джордан набирал 10,3 очка, 4,5 подбора и 7,7 передачи в среднем за игру.
В июле 2020 года УНИКС объявил об уходе Теодора из команды по истечении контракта, но в ноябре Джордан вернулся в казанский клуб.
В сезоне 2020/2021 Теодор стал серебряным призёром Еврокубка.
В Единой лиге ВТБ Теодор также стал серебряным призёром. В 15 матчах его статистика составила 8,2 очка, 5,2 передачи и 5,9 подбора в среднем за игру.
В июне 2021 года Теодор подписал контракт с «Алварк Токио», но не прошёл медосмотр и покинул команду.
В январе 2022 года Теодор продолжил карьеру в «Рейер Венеции». В чемпионате Италии его статистика составила 12,6 очка, 4,1 передачи и 3,3 подбора в среднем за игру.
В ноябре 2022 года Теодор стал игроком «Самары». В 20 матчах Единой лиги ВТБ Джордан набирал 11,3 очка, 5,2 передачи и 3,0 подбора.
В апреле 2023 года Теодор вернулся в «Скайлайнерс» до конца сезона 2022/2023.
Сезоне 2023/2024 Теодор начинал в «Метрополитан 92». В 12 матчах чемпионата Франции Джордан набирал в среднем 13,5 очка и 3,9 передачи.
В январе 2024 года Теодор перешёл в «Басконию».

## Сборная Северной Македонии
В мае 2017 года Теодор получил паспорт и гражданство Северной Македонии. В составе национальной сборной Джордан принял участие в отборочном турнире на чемпионат мира-2019.

## Достижения
- Обладатель Межконтинентального кубка ФИБА: 2019
- Серебряный призёр Еврокубка: 2020/2021
- Серебряный призёр Лиги чемпионов ФИБА: 2016/2017
- Обладатель Кубка Европы ФИБА: 2015/2016
- Серебряный призёр Единой лиги ВТБ: 2020/2021
- Серебряный призёр чемпионата России: 2020/2021
- Обладатель Кубка Турции: 2017
- Обладатель Суперкубка Италии: 2017